# جوزيف ماكنالي
جوزيف ماكنالي (بالإنجليزية: Joseph McNally)‏ هو شخصية أعمال بريطاني، ولد في 17 يوليو 1942 في Tyneside ‏ في المملكة المتحدة، وتوفي في 1 مارس 2012 بسبب سرطان.